# Public Eyesore Records
Public Eyesore Records mit dem Sublabel Eh? Records ist ein US-amerikanisches Musiklabel mit Sitz in San Francisco. Es wurde 1997 von Bryan Day gegründet und hat sich auf experimentelle Musik, Musik der Avantgarde und Avant Rock spezialisiert. Darüber hinaus finden sich unter den Veröffentlichungen des Labels viele andere Stilrichtungen, die auch Improvisationsmusik, freie Improvisation und Noise umfassen.

## Aktuell
Derzeit zählt der Katalog von Public Eyesore Records zusammen mit dem Sublabel Eh? Records über 260 Alben auf CD, Kassette und LP (Stand: März 2021). Digitale Net-Releases auf der Internetplattform Bandcamp begleiten die physischen Tonträger. Neben Produktion und Veröffentlichung letzterer, zählt die Organisation von Konzerten, Tourneen, Album Release Shows, Label Showcases, Streamingformaten, sowie die Organisation von Maker Workshops zum Thema Instrumente erfinden und bauen zum Umfang der Arbeit des Labels.

## Geschichte
Public Eyesore Records wurde 1997 in Decorah (Iowa) von Klangkünstler Bryan Day als Promotions- und Distributions-Plattform für Sound Art Projekte seiner selbst und Kollegen gegründet. Die ersten Veröffentlichungen des Labels präsentierten Künstler der Staaten Iowa und Minnesota mit Fokus auf DIY Psychedelia und Noise. Im Jahr 2000 erschien der erste Label Sampler als Vinylpressung unter dem Namen „Analogous Indirect“ u. a. mit Beiträgen mehrerer Koryphäen wie Thurston Moore, Flying Luttenbachers und dem japanischen Gitarren-Dekonstruktionisten Solmania. Bis Ende des Jahres 2001 erweiterte sich der Katalog auf 25 Veröffentlichungen und das Label begann Tourneen für US-amerikanische Bands in Japan zu organisieren, darunter Jad Fair, Monotract und Jack Wright. Im Jahr 2002 zog das Label nach Omaha (Nebraska) um und begann eine umfangreiche Reihe von Kollaborationen mit dort ansässigen Künstlern, darunter Naturaliste, Mighty Vitamins und Gamma Goat.
Das Sublabel Eh? wurde 2007 mit der Intention gegründet, CD-Rs exklusiv für Tourneen zu produzieren, entwickelte sich jedoch rasch zu einem Kassettenlabel mit Fokus auf Minimalismus, Field Recording und elektroakustischer Musik. Parallel wandte sich Public Eyesore mehr und mehr dem Avant Rock und der freien Improvisation zu – einem Fokus, den das Label seitdem beibehält. Im Jahr 2012 folgte der erneute Umzug des Labels in die San Francisco Bay Area und seiner aktuellen Niederlassung in San Franciscos SOMA Distrikt. Ebenfalls für das Jahr 2012 und als Meilenstein der Geschichte des Labels zu nennen ist die Veranstaltung eines viel beachteten Label Showcase Konzertabends in Brooklyns berühmtem Zebulon Nightclub mit dem Nels Cline / Elliott Sharp Duo für akustische Gitarren, dem explosiven Free Jazz des Amsterdamer Trios Cactus Truck, der gefeierten NYC Band Normal Love, sowie einer sehr schrägen Performance der Bunny Brains. Innerhalb seines nun inhaltlich geschärften Konzepts fand das in San Francisco mittlerweile als szeneprägend geltende Label schon bald in den dort zahlreichen Erfindern von Instrumenten und Klanggerätschaften seine für sich charakteristische Nische, deren Auftakt der Eh? Sampler „Anvil Hammer Stirrup“ aus dem Jahr 2013 markiert. Seitdem folgten zahlreiche, in der Musikpresse teilweise viel beachtete Veröffentlichungen experimenteller Musik mit DIY-Ethos.

## Organisationsstruktur
Der Gründer und Inhaber Bryan Day leitet die Geschäfte nach wie vor selbst, lässt sich aber in vielen Bereichen durch Freiwillige aus dem näheren Umfeld des Labels unterstützen. Audioproduktion und Mastering wird weitgehend inhouse durchgeführt. Die Geschäftsräume von Public Eyesore beinhalten ein kompaktes Tonstudio, welches zudem von lokalen Künstlern sowie von Künstlern auf Tournee für Aufnahmen genutzt wird.
Neben unterschiedlichen Lieferanten für die Produktion wird der Vertrieb von Tonträgern in Nordamerika unterstützt von Stickfigure Distribution sowie online durch The Orchard. In Europa erfolgt der Versand von Tonträgern durch eine neue Vertriebs- und Distributionsstruktur mit einem kompakten, zentralen Lagerbestand und der Belieferung von Händlern.